# Labrador Marine

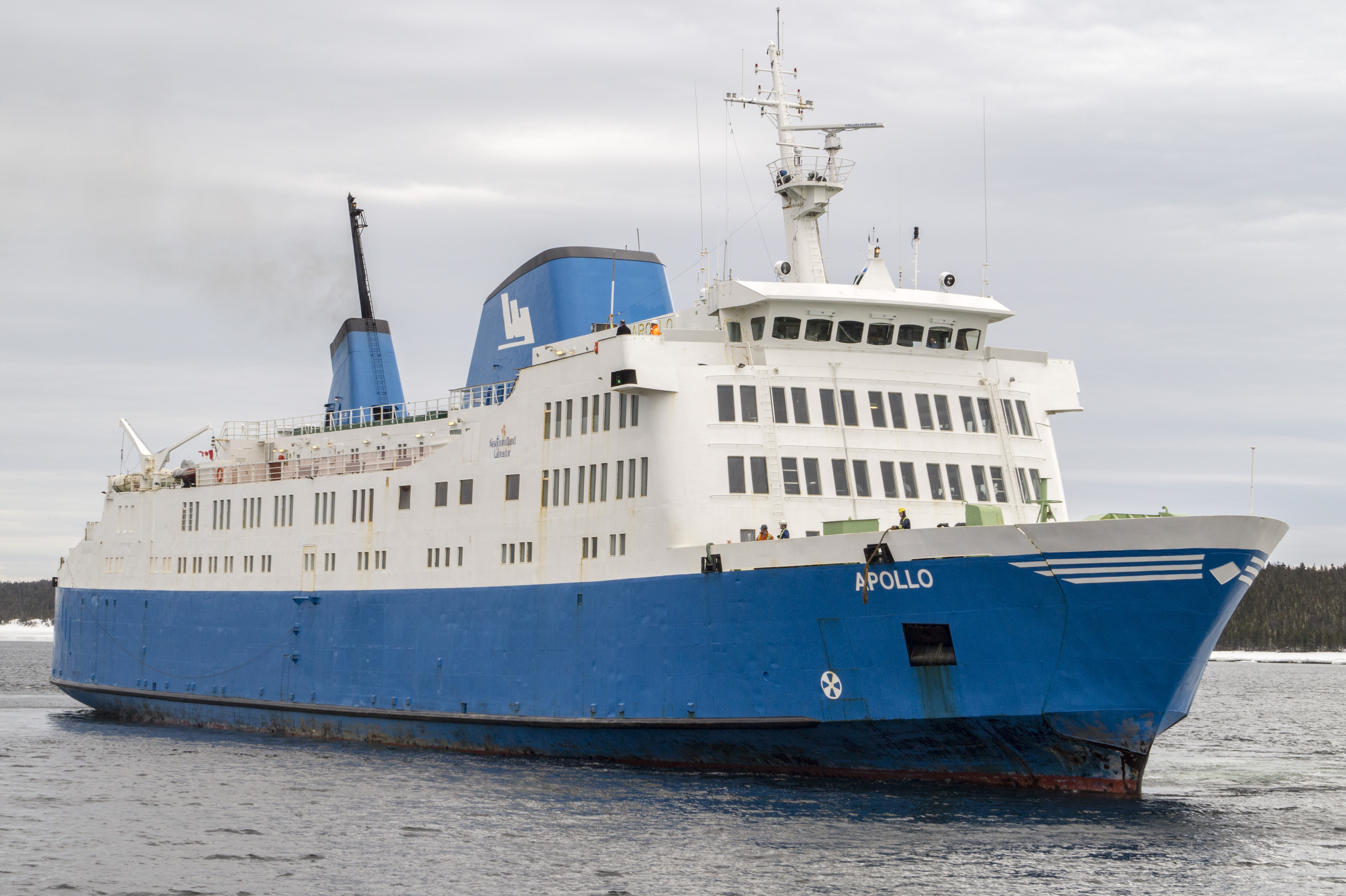
MV Apollo i målning för Labrador Marine, 2016

Labrador Marine Inc. är ett kanadensiskt rederi, som är ett dotterbolag till Woodward Group of Companies i Happy Valley-Goose Bay i Labrador.
Labrador Marine bedriver färjetrafik över Belle Isle-sundet mellan  Blanc-Sablon i provinsen Québec och St. Barbe på ön Newfoundland, en tur på 1:45 timme. samt frakt- och passagerartrafik mellan hamnar längs Labradors kust.
Labrador Marine har sedan 2019 färjorna MV Qajaq W och MV Kamutik W, som byggdes 2009 respektive 2011 av Fiskerstrand Verft i Norge. Tidigare seglade rederiet från 1995 med MV Apollo, ursprungligen en färja på Viking Line.